# Louis-Nicolas Clérambault
Louis-Nicolas Clérambault (ur. 19 grudnia 1676 w Paryżu, zm. 26 października 1749 tamże) – francuski kompozytor i organista.

## Życiorys
Wcześnie przejawiał uzdolnienia muzyczne. kompozycję i śpiew studiował u Jean-Baptiste’a Moreau (1656–1733), a grę na organach u André Raisona, po którym przejął stanowisko organisty w klasztorze św. Jakuba w Paryżu. 
Na polecenie Ludwika XIV kierował życiem muzycznym dworu Markizy de Maintenon.  W jej szkole dla ubogich dobrze urodzonych panien w Saint-Cyr uczył śpiewu i grał na organach oraz na potrzeby szkoły pisał muzykę do sztuk scenicznych.
Od 1707 działał jako organista w różnych paryskich kościołach, m.in. w kościele św. Sulpicjusza.
Biografię Louis-Nicolasa Clérambaulta napisał Romain Rolland, który bardzo wysoko cenił go jako kompozytora.

## Rodzina
Clérambault byli wielopokoleniową rodziną znanych i szanowanych muzyków.
Ojciec Louis-Nicolasa – kompozytor i skrzypek Dominique Clérambault (1644–1704) – należał do tej linii rodziny, która służyła francuskim królom od XV w. W latach 1670–1682 był zatrudniony na dworze Ludwika XIV jako jeden z 24 violons du roi. Jego osiągnięcia prawdopodobnie wykraczały poza rolę królewskiego skrzypka, jako że w dokumencie z 1676 został opisany jako maître joueur d'instruments à Paris .
Louis-Nicolas Clérambault miał z małżeństwa z Marie-Marguerite Grulé siedmioro dzieci, z czego tylko troje przeżyło okres dziecięcy. Dwóch jego synów również zostało muzykami. César François Nicolas Clérambault, zwany Le Fils (1705–1760), był kompozytorem i organistą. Przejął funkcje ojca w kościele St Sulpice i w szkole St Cyr, prawdopodobnie również w klasztorze św. Jakuba. Po jego śmierci stanowiska te otrzymał młodszy brat – Evrard Dominique Clérambault (1710–1790)  .